# Bus-Saint-Rémy
 Bus-Saint-Rémy  là một xã thuộc tỉnh Eure trong vùng Normandie miền bắc nước Pháp.

## Huy hiệu
| Arms of Bus-Saint-Rémy | The arms of Bus-Saint-Rémy are blazoned: Azure, a cross Or between 4 bezants (Or). |